# Schödlas
Schödlas (oberfränkisch: Schiedles) ist ein Gemeindeteil der Stadt Münchberg im Landkreis Hof (Oberfranken, Bayern). Schödlas liegt in der Gemarkung Straas.

## Geografie
Das Dorf besteht aus zwei Siedlungen. Die Siedlung an der Bundesstraße 289 wurde bis Mitte des 20. Jahrhunderts (Schödlas-)Wirtshaus genannt. Die ursprüngliche Siedlung liegt etwas weiter östlich an der Pulschnitz und an der Bahnstrecke Bamberg–Hof. Die B 289 führt nach Sauerhof-Kuppel (0,7 km westlich) bzw. nach Pulschnitz (1,5 km nordöstlich).

## Geschichte
1373 erwarb der Nürnberger Burggraf Friedrich V. den Ort. 1408 gab es in Schödlas laut einer Amtsbeschreibung des burggräflichen Amtes Münchberg 8 Güter und 1 Sölde.
Gegen Ende des 18. Jahrhunderts bestand Schödlas aus 16 Anwesen (4 Halbhöfe, 6 Viertelhöfe, 2 Achtelhöfe, 1 Wirtshaus, 3 Tropfhäuser). Die Hochgerichtsbarkeit sowie die Dorf- und Gemeindeherrschaft stand dem bayreuthischen Stadtrichteramt Münchberg zu. Das Kastenamt Münchberg war Grundherr sämtlicher Anwesen.
Von 1797 bis 1810 unterstand Schödlas dem Justiz- und Kammeramt Münchberg. Infolge des Ersten Gemeindeedikts wurde Schödlas dem 1812 gebildeten Steuerdistrikt Straas und der zugleich entstanden Ruralgemeinde Straas zugewiesen. Im Zuge der Gebietsreform in Bayern wurde Schödlas am 1. Juli 1972 nach Münchberg eingemeindet.

### Baudenkmäler
- Bahnbrücke[9]

### Einwohnerentwicklung
| Jahr      | 1799   | 1812  | 1819   | 1861   | 1871   | 1885   | 1900   | 1925   | 1950   | 1961   | 1970   | 1987  |
| Einwohner | 73     | *80   | *92    | 136    | 168    | 115    | 136    | 109    | 119    | 111    | 99     | 85    |
| Häuser    | 13     | *17   |        |        |        | 15     | 19     | 19     | 20     | 22     |        | 26    |
| Quelle    | [ 11 ] | [ 7 ] | [ 12 ] | [ 13 ] | [ 14 ] | [ 15 ] | [ 16 ] | [ 17 ] | [ 18 ] | [ 19 ] | [ 20 ] | [ 1 ] |

## Religion
Schödlas ist bis heute nach  St. Peter und Paul (Münchberg) gepfarrt und seit der Reformation evangelisch-lutherisch geprägt.